# سونار 2076
سونار 2076( بالإنجليزي: Sonar 2076) هي غواصة مزودة بنظام الكشف سونار صممت من قبل تاليس للبحرية الملكية .
وتتألف الغواصة من مجموعة نظم السونار السلبية والإيجابية وتشمل زعانف , قوس , جناح وكذلك مقطورة.